# سد سلطان اسکندر
سد سلطان اسکندر (به لاتین: Sultan Iskandar Reservoir) یک مخزن سد در مالزی است که در Johor Bahru, Johor, Malaysia واقع شده‌است.